# Kerkhof van Rubroek
Het Kerkhof van Rubroek is een gemeentelijke begraafplaats in de gemeente Rubroek in het Franse Noorderdepartement. Het kerkhof ligt rond de Sint-Silvesterkerk in het dorpscentrum.

## Brits oorlogsgraf
Op het kerkhof bevindt zich een geïdentificeerd Brits oorlogsgraf uit de Tweede Wereldoorlog. Het is het graf van een Britse piloot en wordt onderhouden door de Commonwealth War Graves Commission. In de CWGC-registers is het kerkhof opgenomen als Rubrouck Churchyard.